# Beeldcompressie

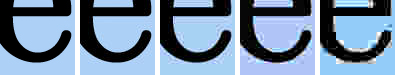
JPEG-compressieniveaus

Beeldcompressie is een vorm van datacompressie waarbij men afbeeldingen in grootte beperkt om opslagcapaciteit te besparen en bandbreedte te beperken. De manier waarop een originele afbeelding (bitmap) gecomprimeerd wordt, bepaalt de bestandsindeling van een afbeelding. De meest voorkomende indelingen zijn JPEG en PNG. 

## Compressietechnieken
Men onderscheidt twee soorten compressietechnieken: met kwaliteitsverlies (Engels: lossy) en verliesvrij (Engels: lossless).
De meest voorkomende technieken zijn:

### Lemple-Zif-Welch
LZW is een verliesvrije compressietechniek ondersteund door TIFF, PDF en GIF. Deze techniek wordt het meest gebruikt voor afbeeldingen met grote eenkleurige oppervlaktes, bijvoorbeeld diagrammen en schema's.

## Joint photographic experts group
JPEG is een compressietechniek waarbij men kwaliteit verliest in de afbeelding. Deze techniek wordt ondersteund door JPEG en PDF.

### Run-length encoding
Run-length encoding (RLE) is een zeer eenvoudige verliesvrije compressietechniek ondersteund door Photoshop en TIFF.